# Motilal Nehru
Motilal Nehru (dewanagari मोतीलाल नेहरू; ur. 6 maja 1861 w Agrze, zm. 6 lutego 1931) – indyjski pandit, prawnik, polityk i działacz niepodległościowy, założyciel dynastii Nehru - Gandhi.

## Życiorys
Był potomkiem starej rodziny kaszmirskich braminów, która w pierwszej połowie XVIII wieku osiedliła się w północnych Indiach. Jego ojciec, Ganga Dhar, przez kilka lat poprzedzających wybuch powstania sipajów pełnił funkcję kotwala Delhi. Zmarł trzy miesiące przed narodzinami najmłodszego syna. Od 1886 mieszkał w Allahabadzie, gdzie prowadził praktykę prawniczą. W działalność polityczną zaangażował się w 1917, po aresztowaniu Annie Besant, kiedy to wziął udział w zorganizowanych przez Mahatmę Gandhiego akcjach odmowy współpracy z brytyjską administracją kolonialną. Na sesji Indyjskiego Kongresu Narodowego w 1919 został wybrany jego przewodniczącym. Funkcję tę pełnił do 1920. Gdy w kolejnych latach zmniejszyła się aktywność partii, był jednym z założycieli (1923) partii Swaraj. Została ona w 1925 uznana za skrzydło Kongresu. W 1928 przedstawił tzw. Raport Nehru i po raz drugi został wybrany przewodniczącym INC na roczną kadencję. Brał udział w marszu solnym. W 1930 roku został aresztowany przez Brytyjczyków. Zmarł wkrótce po uwolnieniu.

## Życie prywatne
Żonaty z pochodzącą z Lahore Swarup Rani (zm. 1938). Z małżeństwa tego doczekał się między innymi trójki, zmarłych w dzieciństwie dzieci oraz Jawaharlala, późniejszego premiera Indii.